# Dario Puccioni
Dario Puccioni, né le 16 septembre 1996 à Empoli, est un coureur cycliste italien.

## Biographie
En 2018, Dario Puccioni rejoint l'équipe Sangemini-MG.Kvis, après y avoir été stagiaire. Pour ses débuts au niveau continental, il termine troisième du Gran Premio Capodarco et neuvième du Tour d'Albanie. Au mois de septembre, il fait partie des coureurs de Sangemini sélectionnés pour disputer le championnat du monde du contre-la-montre par équipes, à Innsbruck.

## Palmarès
- 2017
  - 3e du Giro del Montalbano
- 2018
  - 3e du Gran Premio Capodarco

## Classements mondiaux
| Année           | 2018   | 2019 |
| --------------- | ------ | ---- |
| UCI Europe Tour | 1 054e | 744e |